# هارالد گیمپل
هارالد گیمپل (آلمانی: Harald Gimpel؛ زادهٔ ۶ سپتامبر ۱۹۵۱) قایقران کانو اهل آلمان بود.